# Karen Greenlee
Karen Margaret Greenlee (nacida en 1958) es una criminal estadounidense que fue condenada por robar un coche fúnebre y tener relaciones sexuales con el cadáver que contenía. Se la considera la "practicante moderna de necrofilia más conocida", y su caso fue objeto de mucha investigación debido a su sexo, ya que apenas el diez por ciento de los necrófilos conocidos son mujeres, así como por la entrevista altamente detallada que dio sobre su actividad necrofílica en el libro de antología Apocalypse Culture.

## Primeros años
El padre de Greenlee, Al Meyers, dijo que Greenlee había sido abusada sexualmente a los 8 años y violada por un maestro a los 14 mientras vivía en el condado de Sonoma, California. Posteriormente, Greenlee se mudó con su familia a Colfax, California, donde se graduó de la escuela secundaria. Greenlee estaba casada pero separada en el momento de su arresto. Después de su detención, trabajó como recepcionista en un motel en un estado del suroeste de Estados Unidos, pero estaba desempleada en el momento de su juicio.

## Detención
Greenlee trabajaba como aprendiz de embalsamador en la funeraria Memorial Lawn en Sacramento, California. El 17 de diciembre de 1979, robó el coche fúnebre Cadillac modelo 1975 que conducía hacia su entierro el cuerpo de John L. Mercure, un hombre de 33 años (que había muerto una semana antes) con este en su interior. Según Lynne Stopkewich, quien dirigió Kissed, una película basada en la historia de Greenlee, ella conducía el coche fúnebre hacia el funeral como estaba previsto hasta que vio a la familia del difunto, entonces "hizo un gran trompo y se fue". Fue encontrada al día siguiente cerca de Alleghany en el condado de Sierra. Según Robert Rocheleau, el médico que le realizó el lavado de estómago a Greenlee, estaba "extremadamente deprimida" y había intentado suicidarse tomando una sobredosis de unas veinte pastillas de Tylenol y codeína, pero sobrevivió. Probablemente creyendo que no sería así, le encontraron una confesión escrita de cuatro páginas y media donde admitía haber tenido contactos sexuales con entre 20 y 40 cuerpos de hombres jóvenes, calificándolo de "adicción".
Como la necrofilia no era ilegal en California en ese momento, Greenlee solo fue acusada de robar el coche fúnebre e interferir en un funeral, por lo que se declaró culpable y fue sentenciada a pagar una multa de 255 dólares y pasar 11 días en la cárcel. Después de su liberación, su libertad condicional incluyó terapia obligatoria, lo que, según ella, la ayudó a hacer las paces consigo misma. Greenlee y Memorial Lawn Mortuary fueron demandados por un millón de dólares por Marian Gonzales, madre de la víctima John L. Mercure, por "angustia emocional grave". En la audiencia en el Tribunal Superior, el psiquiatra defensor Capt. Thomson dijo que no creía que el evento hubiera tenido "un impacto muy duradero" en la madre de la víctima, quien, según dijo, tenía antecedentes de alcoholismo y depresión. Richard A. Kapuschinsky, compañero embalsamador y excolega de Greenlee, testificó ante el jurado que "no había motivos para sospechar" que Greenlee cometería semejante delito, describiéndola como una persona tranquila y competente. La demanda finalmente se resolvió en 117.000 dólares por daños y perjuicios.

## Entrevista
Unos años más tarde, en 1987, Greenlee concedió una entrevista detallada titulada The Unrepentant Necrophile sobre sus intereses necrófilos a Jim Morton para su libro Apocalypse Culture, publicado por Feral House. En él, afirmó que "uno de mis hermanos... todavía no se siente cómodo conmigo. Mi otro hermano me apoyó más, pero incluso él tuvo que preguntarme:  '¿Cómo pudiste hacerlo?' ". Describió su aprecio por "el frío, el aura de muerte, el olor a muerte, el entorno funerario" asociado con su actividad. También abordó temas como el suicidio y la psicoterapia. Posteriormente, según se informa, Greenlee se arrepintió de la entrevista, cambió su identidad y se mudó a otra ciudad.

## Impacto cultural
La historia de Greenlee inspiró el cuento de Barbara Gowdy de 1992 "We So Seldom Look On Love", que a su vez inspiró la película independiente canadiense de 1996 Kissed, dirigida por Lynne Stopkewich. Al igual que Greenlee, el personaje principal de la película es una joven que trabajaba como embalsamadora y está fascinada con los cadáveres, practicando la necrofilia. La interpretación de Molly Parker del controvertido papel le valió un premio a la mejor "Actuación de una actriz en un papel principal" en la 18.ª edición de los Premios Genie. En 1996, se informó que Greenlee estaba de gira por América del Norte con su poesía y dando conferencias sobre la necrofilia y la liberación sexual.
Según Esoterra, una importante revista de cultura extrema y terror de los años 90, Sally Jessy Raphael grabó una entrevista con Greenlee pero se negó a emitirla porque Greenlee se negó a mostrar arrepentimiento por sus acciones. Se describió a sí misma como una "rata de morgue" y consideraba la necrofilia una adicción.
Greenlee contribuyó con un capítulo a The Gospel of Filth, un libro que detalla la historia y las influencias ocultas de la banda de metal extremo Cradle of Filth. La historia de Greenlee también fue la inspiración para un "musical de rock estridente", titulado The Unrepentant Necrophile y creado por The Coldharts, presentado en festivales como la cuarta edición del Twin Cities Horror Festival, así como en el Orlando Fringe Festival de 2017.